# 本岑施維爾

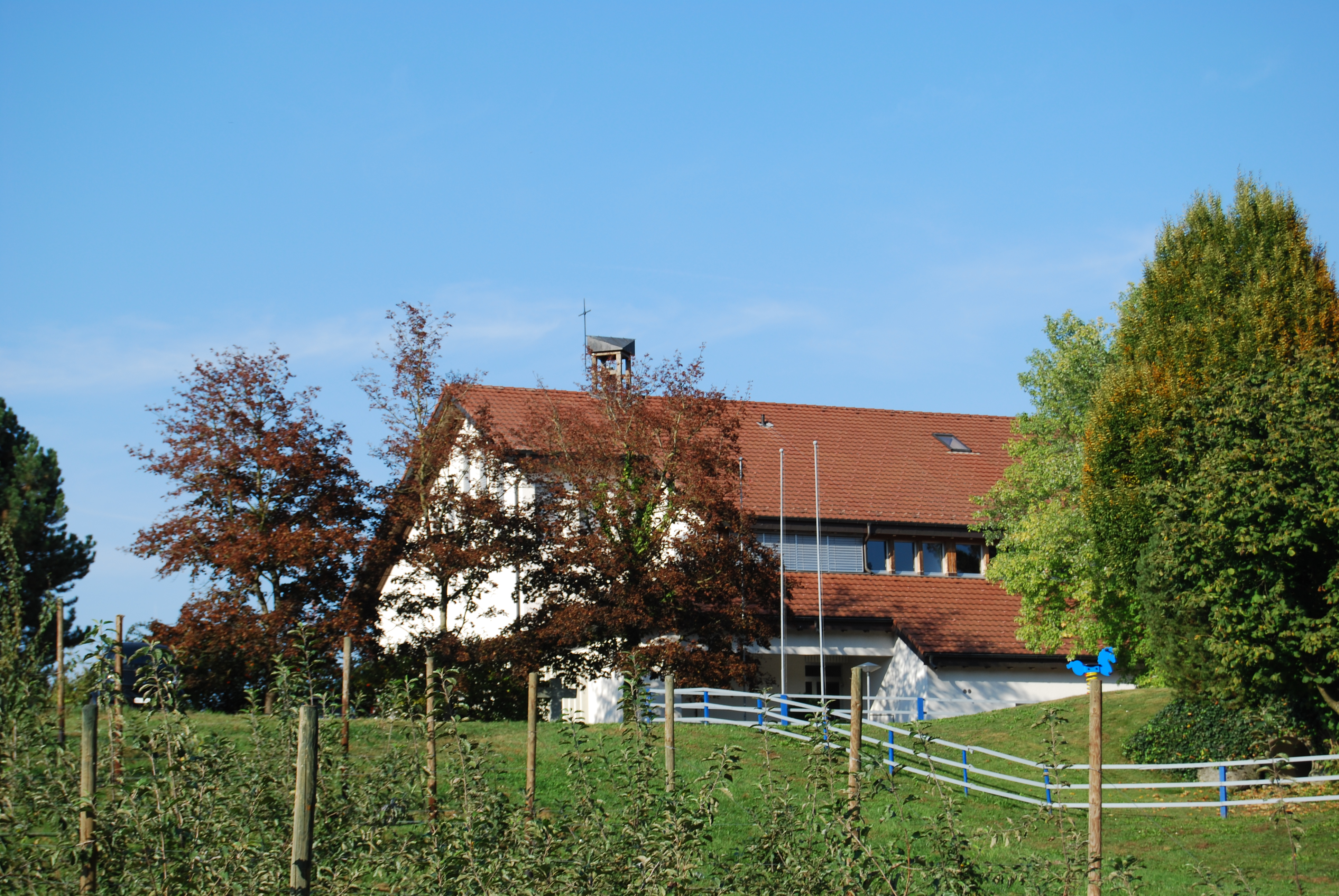

本岑施維爾是瑞士的城鎮，位於該國北部，由阿爾高州負責管轄，面積2.46平方公里，海拔高度459米，2010年人口548，七成人口信奉基督教，人口密度每平方公里223人。